# Roncus negreae
Espèce
Roncus negreae est une espèce de pseudoscorpions de la famille des Neobisiidae.

## Distribution
Cette espèce est endémique du Monténégro. Elle se rencontre vers Ravna Rijeka.

## Description
Le mâle holotype mesure 2,455 mm.

## Étymologie
Cette espèce est nommée en l'honneur de Ştefan Negrea.

## Publication originale
- Ćurčić, Dimitrijević, Guirginca, Ilie, Rađa, Ćurčić & Tomić, 2006 : Four new and endemic species of Roncus L. Koch (Neobisiidae, Pseudoscorpiones) from Romania, Serbia, and Montenegro. Periodicum Biologorum, vol. 108, no 2, p. 213-221.